# Malakoff (Teksas)
Malakoff je grad u američkoj saveznoj državi Teksas. Prema popisu stanovništva iz 2010. u njemu je živjelo 2.324 stanovnika.